# Don't Mess with Mister T.
Don't Mess with Mister T. è un album di Stanley Turrentine, pubblicato dalla CTI Records nel 1973. Il disco fu registrato negli studi di Rudy Van Gelder in Englewood Cliffs, New Jersey (Stati Uniti).

## Tracce
Lato A
1. Don't Mess with Mister T. – 9:50 (Marvin Gaye) – Registrato il 7 giugno 1973 in Englewood Cliffs, New Jersey
2. Two for T. – 5:28 (Stanley Turrentine) – Registrato l'8 giugno 1973 in Englewood Cliffs, New Jersey

Lato B
1. Too Blue – 7:20 (Stanley Turrentine) – Registrato il 7 giugno 1973 in Englewood Cliffs, New Jersey
2. I Could Never Repay Your Love – 8:00 (Bruce Hawes) – Registrato l'8 giugno 1973 in Englewood Cliffs, New Jersey

Edizione CD del 2001, pubblicato dalla CTI Records
1. Don't Mess with Mister T. – 9:48 (Marvin Gaye)
2. Two for T. – 7:03 (Stanley Turrentine)
3. Too Blue – 7:18 (Stanley Turrentine)
4. I Could Never Repay Your Love – 8:20 (Bruce Hawes)
5. Pieces of Dreams – 7:28 (Michel Legrand, Alan Bergman, Marilyn Bergman) – Bonus track
6. Don't Mess with Mister T. – 7:12 (Marvin Gaye) – Bonus track-alternate take
7. Mississippi City Strut – 8:42 (Billy Cobham) – Bonus track
8. Harlem Dawn – 7:50 (Bob James) – Bonus track

- Brano 5 : registrato il 7 giugno 1973 in Englewood Cliffs (Van Gelder Studio), New Jersey
- Brano 6 : registrato il 4 marzo 1973 in Englewood Cliffs (Van Gelder Studio), New Jersey
- Brani 7 e 8 : registrati il 15 marzo 1973 in Englewood Cliffs (Van Gelder Studio), New Jersey

## Musicisti
Stanley Turrentine Septet with Strings
Brano (LP) A1
- Stanley Turrentine  - sassofono tenore
- Eric Gale  - chitarra
- Bob James  - pianoforte
- Bob James  - pianoforte elettrico
- Bob James - conduttore musicale, arrangiamenti
- Richard Tee  - organo
- Ron Carter  - contrabbasso
- Idris Muhammad  - batteria
- Rubens Bassini  - percussioni
- Harry Cykman  - violino
- Harry Glickman  - violino
- Emanuel Green  - violino
- Harold Kohon  - violino
- Guy Lumia  - violino
- David Nadien  - violino
- John Pintualle  - violino
- Irving Spice  - violino
- Harold Coletta  - viola
- Emanuel Vardi  - viola
- Seymour Barab  - violoncello
- George Ricci  - violoncello

Stanley Turrentine Sextet
Brano (LP) A2
- Stanley Turrentine  - sassofono tenore
- Harold Mabern  - pianoforte elettrico
- Eric Gale  - chitarra
- Ron Carter  - contrabbasso
- Idris Mohammad  - batteria
- Rubbens Bassini  - percussioni

Stanley Turrentine with Brass
Brano (LP) B1
- Stanley Turrentine  - sassofono tenore
- Joe Farrell  - sassofono tenore
- Jerry Dodgion  - sassofono alto
- Pepper Adams  - sassofono baritono
- Randy Brecker  - tromba, flugelhorn
- John Frosk  - tromba, flugelhorn
- Alan Raph  - trombone basso
- Bob James  - pianoforte, arrangiamenti, conduttore musicale
- Richard Tee  - organo
- Harold Mabern  - pianoforte elettrico
- Eric Gale  - chitarra
- Ron Carter  - contrabbasso
- Idris Muhammad  - batteria
- Rubens Bassini  - percussioni

Stanley Turrentine with Brass and Strings
Brano (LP) B2
- Stanley Turrentine  - sassofono tenore
- Joe Farrell  - sassofono tenore
- Jerry Dodgion  - sassofono alto
- Pepper Adams  - sassofono baritono
- Randy Brecker  - tromba, flugelhorn
- John Frosk  - tromba, flugelhorn
- Alan Raph  - trombone basso
- Bob James  - pianoforte, arrangiamenti, conduttore musicale
- Richard Tee  - organo
- Eric Gale  - chitarra
- Ron Carter  - contrabbasso
- Idris Muhammad  - batteria
- Rubens Bassini  - percussioni
- Rubens Bassini  - percussioni
- Harry Cykman  - violino
- Harry Glickman  - violino
- Emanuel Green  - violino
- Harold Kohon  - violino
- Guy Lumia  - violino
- David Nadien  - violino
- John Pintualle  - violino
- Irving Spice  - violino
- Harold Coletta  - viola
- Emanuel Vardi  - viola
- Seymour Barab  - violoncello
- George Ricci  - violoncello

Stanley Turrentine Sextet with Strings
Brano (CD) 5
- Stanley Turrentine  - sassofono tenore
- Harold Mabern  - pianoforte
- Eric Gale  - chitarra
- Ron Carter  - contrabbasso
- Idris Muhammad  - batteria
- Rubens Bassini  - percussioni
- Bob James  - arrangiamenti, conduttore musicale
- Harry Cykman  - violino
- Harry Glickman  - violino
- Emanuel Green  - violino
- Harold Kohon  - violino
- Guy Lumia  - violino
- David Nadien  - violino
- John Pintualle  - violino
- Irving Spice  - violino
- Harold Coletta  - viola
- Emanuel Vardi  - viola
- Seymour Barab  - violoncello
- George Ricci  - violoncello

Stanley Turrentine Sextet
Brano (CD) 6
- Stanley Turrentine  - sassofono tenore
- Johnny "Hammond" Smith  - organo
- Bob James  - pianoforte elettrico, arrangiamenti
- Eric Gale  - chitarra
- Ron Carter  - contrabbasso
- Billy Cobham  - batteria

Stanley Turrentine Quintet
Brani (CD) 7 e 8
- Stanley Turrentine  - sassofono tenore
- Johnny "Hammond" Smith  - organo (brano : 7)
- Bob James - arrangiamenti (brano : 7)
- Bob James  - pianoforte elettrico, arrangiamenti (brano : 8)
- Eric Gale  - chitarra
- Ron Carter  - contrabbasso
- Billy Cobham  - batteria